# تپه گورستان دهمرادخان
تپه قبرستان دهمرادخان مربوط به دوران‌های تاریخی پس از اسلام است و در شهرستان صحنه، بخش مرکزی، روستای ده مراد خان واقع شده و این اثر در تاریخ ۳۰ تیر ۱۳۸۴ با شمارهٔ ثبت ۱۲۲۱۲ به‌عنوان یکی از آثار ملی ایران به ثبت رسیده است.